# Sergei Alexandrowitsch Snegow
Sergei Alexandrowitsch Snegow (russisch Сергей Александрович Снегов; eigentlich Sergei Jossifowitsch Stein; * 23. Julijul. / 5. August 1910greg. in Odessa; † 26. Februar 1994 in Kaliningrad) war ein sowjetischer Wissenschaftler und Autor von Gegenwarts- und von Science-Fiction-Literatur.

## Leben
Snegows Vater war Alexander Isidorovitsch Koserjuk, ein Mitglied der Bolschewiki, der die Familie früh verließ und nach der Revolution, in den 1920er Jahren, stellvertretender Chef des Geheimdienstes in Rostow war. In zweiter Ehe war Snegows Mutter mit dem Odessaer Journalisten Joseph Stein verheiratet (daher der zweite Vatersname). Sergei Snegow studierte in Odessa und arbeitete als Ingenieur in Leningrad. Wegen angeblicher Abweichungen vom Marxismus wurde er 1936 verhaftet und in Moskau zu zehn Jahren Arbeitslager verurteilt. Er war als Wissenschaftler und politischer Gefangener in einem geschlossenen, militärischen Forschungsinstitut an der Entwicklung von sowjetischen Kernwaffen beteiligt. Nach seiner Entlassung arbeitete er in Norilsk in einem Bergbaukombinat, ehe er 1955 rehabilitiert wurde. Seit 1958 lebte er mit seiner Familie in Kaliningrad.
Ende der 1950er Jahre begann er zu schreiben und veröffentlichte 1964 seinen ersten Science-Fiction-Roman "Тридцать два обличья профессора Крена". Als Autor von SF-Literatur gehörte er zwar nur zur zweiten Garde in seiner Heimat, doch erreichte er im deutschsprachigen Raum, insbesondere in der DDR, mit seiner Romantrilogie „Люди как Боги“ (1966–1977, dt. Menschen wie Götter) einen gewissen Kultstatus. Dabei handelt es sich um eine sogenannte Space Opera, ein Genre, das in Ostdeutschland ansonsten nicht verlegt wurde. Erst in den 80er Jahren trat eine neue Generation von SF-Autoren in der DDR in die Fußstapfen Snegows und verfasste ebenfalls in erster Linie actionbetonte SF-Geschichten.
Ganz anders wurden die Bände in der Sowjetunion aufgenommen. Aufgrund seines unsicheren politischen Status – er hatte sich in der Affäre Sinjawski entgegen der offiziellen Politik geäußert – wurde Snegow eher beiläufig zur Kenntnis genommen. Neben „Menschen wie Götter“ verfasste er weitere SF-Romane, aber auch Krimis, Sachbücher über sowjetische Atomphysiker, autobiographische Erzählungen und Erinnerungen an das Leben in Norilsk und im Arbeitslager.
1984 wurde er für die Trilogie mit dem Aelita-Preis ausgezeichnet.
Im Jahr 2010 erschien im Wilhelm Heyne Verlag eine neue Ausgabe des o. g. Romans ISBN 978-3-453-52519-1.

## Gedenken
- In seinem Todesjahr 1994 wurde in Kaliningrad eine Straße nach ihm benannt (bulvar Sergeja Snegowa).[1]
- Im Jahr 1999 wurde an dem Haus in Kaliningrad, uliza 9 Aprelja 34, in dem er seine letzten 20 Lebensjahre verbrachte, eine Gedenktafel angebracht.[1]
- Am 31. März 2006 wurde die kommunale Bibliothek Nr. 10 in Kaliningrad, uliza 9 Aprelja 5, nach ihm benannt. Dort ist eine ihm gewidmete Gedenkabteilung integriert und finden Veranstaltungen statt, die sich mit seinem Werk beschäftigen.[2]

## Bibliografie
Братья Рой и Генрих Васильевы (Kurzgeschichtenserie)
- Обезьянка Олли (1970)
- Огонь, который всегда в тебе (1971)
  - Deutsch: Albert Simagins Erfindung. In: Edwin Orthmann (Hrsg.): Das Zeitfahrrad. Neues Leben (Wissenschaftlich-phantastische Erzählungen aus aller Welt), 1974.
- Умершие живут (1971)
- Машина Счастья (1974)
- К проблеме среднего (1977)
- Посол без верительных грамот (1977)
- Принуждение к гениальности (1977)
- Рожденный под несчастной звездой (1977)
- Сверхцентр бессмертия (1977)
- Сквозь стены скользящий (1977)
- Стрела, летящая во тьме (1977)
- Тяжёлая капля тщеславия (1977)
- Эксперимент профессора Брантинга (1977)
- Арифметика любви (1987)
- Бритва в холодильнике (1981)
- Прыжок над бездной (1981)
- Право на поиск (1988)

Люди как боги / Menschen wie Götter (Romanzyklus)
- 1 Галактическая разведка [= Люди как боги. Книга 1] (1966)
  - Deutsch: Die Fahrt des Sternenpflugs. Mir, 1987, ISBN 3-360-00128-1. Auch in: Menschen wie Götter. 2001.
- 2 Вторжение в Персей [= В звёздных теснинах] (1968)
  - Deutsch: Die Invasion im Perseus. Mir, 1987, ISBN 3-360-00130-3. Auch in: Menschen wie Götter. 2001.
- 3 Кольцо обратного времени (1977)
  - Deutsch: Der Ring der Gegenzeit. Mir, 1987, ISBN 3-360-00131-1. Auch in: Menschen wie Götter. 2001.
- Deutsch: Menschen wie Götter. Das Neue Berlin, 2001, ISBN 3-360-00838-3 (Sammelausgabe von 1–3).

Romane
- В полярной ночи (1957)
- Река прокладывает русло (1960)
- В глухом углу (1962)
- Вторжение в Персей [= В звёздных теснинах] (1968)
- Ветер с океана (1977)
- Кольцо обратного времени (1977)
- Диктатор [= Диктатор, или Чёрт не нашего бога] (1996)
- Хрононавигаторы (1996)
- Книга бытия (2007)

Erzählungen
- Двадцать четыре часа (1956)
- Взрыв (1958)
  - Deutsch: Explosion. Kultur und Fortschritt, Berlin 1960.
- Учительница (1958)
- Обычное дело (1959)
- Вариант Пинегина (1960)
  - Deutsch: Das Projekt Pinegin. Übersetzt von Mimi Barillot. Verlag Kultur und Fortschritt (Die bunte Reihe #25), 1963.
- Иди до конца (1962)
- В поисках пути (1963)
  - Deutsch: Auf der Suche nach dem Weg. In: Im Licht des Tages. Kultur und Fortschritt, Berlin 1963.
- Пахари рыбных полей (1964)
- Тридцать два обличья профессора Крена (1964)
- Весна ждать не будет (1968)
- Погоня в тумане (1969, mit Владимир Черносвитов)
- Держи на волну (1970)
- Час мужества (1971)
- Прометей раскованный. Повесть о первооткрывателях ядерной энергии (1972)
- Над нами полярное сияние (1973)
- Творцы: Историческая повесть о современниках (1976)
- Посол без верительных грамот (1977)
- Прометей раскованный. Повесть об Игоре Курчатове (1980)
- Акционерная компания «Жизнь до востребования» (1981)
- Галактическая одиссея [= Фантастическая одиссея] (1983)
- Экспедиция в иномир (1983)
- Право на поиск (1988)
- Дороги, которые нас выбирают (1989)
- Драма на Ниобее (1989)
- Формула человека (1989)
- Четыре друга (1989)

Sammlungen
- Неожиданность (1958)
- Солнце не заходит (1959)
- В поисках пути (1963)
- Море начинается с берега (1964)
- Трудный случай (1974)
- Посол без верительных грамот (1977)
- Прыжок над бездной (1981)
- Весна ждать не будет (1983)
- Дом с привидениями (1989)
  - darin: Deutsch: Das Geisterhaus. In: Sowjetliteratur, Monatsschrift des Schriftstellerverbandes der UdSSR, Heft 12/1987. Moskau 1987.
- Право на поиск (1989)
- Норильские рассказы (1991)
- Язык, который ненавидит (1992)
- Люди и призраки (1993)